# Zee Cine Award/Bestes Drehbuch
Der Zee Cine Award Best Screenplay ist eine Kategorie des indischen Filmpreises Zee Cine Award.
Der Zee Cine Award Best Screenplay wird von der Jury gewählt. Der Gewinner wird in der Verleihung bekanntgegeben. Die Verleihung findet jedes Jahr im März statt.
Liste der Gewinner:
| Jahr | Drehbuchautor                       | Film                 | Deutscher Titel                |
| ---- | ----------------------------------- | -------------------- | ------------------------------ |
| 1998 | Viraj Shukla                        | Virasat              | —                              |
| 1999 |                                     |                      |                                |
| 2000 | Mahesh Manjrekar                    | Vaastav              | —                              |
| 2001 |                                     |                      |                                |
| 2002 |                                     |                      |                                |
| 2003 | Mahesh Bhatt                        | Raaz                 | —                              |
| 2004 | Tigmanshu Dhulia                    | Haasil               | —                              |
| 2005 | Abbas Tyrewala und Vishal Bharadwaj | Maqbool              | —                              |
| 2006 | Nagesh Kukunoor                     | Iqbal                | —                              |
| 2007 | Rajkumar Hirani und Abhijat Joshi   | Lage Raho Munna Bhai | —                              |
| 2008 | Imtiaz Ali                          | Jab We Met           | Jab We Met – Als ich Dich traf |
| 2009 | keine Verleihung                    |                      |                                |
| 2010 | keine Verleihung                    |                      |                                |
| 2011 | Abhinav Kashyap                     | Dabangg              | —                              |
| 2012 | Imtiaz Ali                          | Rockstar             | —                              |
| 2013 | Anurag Basu                         | Barfi!               | —                              |